# Neottia nandadeviensis
Neottia nandadeviensis är en orkidéart som först beskrevs av Hajra, och fick sitt nu gällande namn av Dariusz Lucjan Szlachetko. Neottia nandadeviensis ingår i släktet näströtter, och familjen orkidéer.
Artens utbredningsområde är Uttaranchal. Inga underarter finns listade i Catalogue of Life.